# Wasbord (instrument)

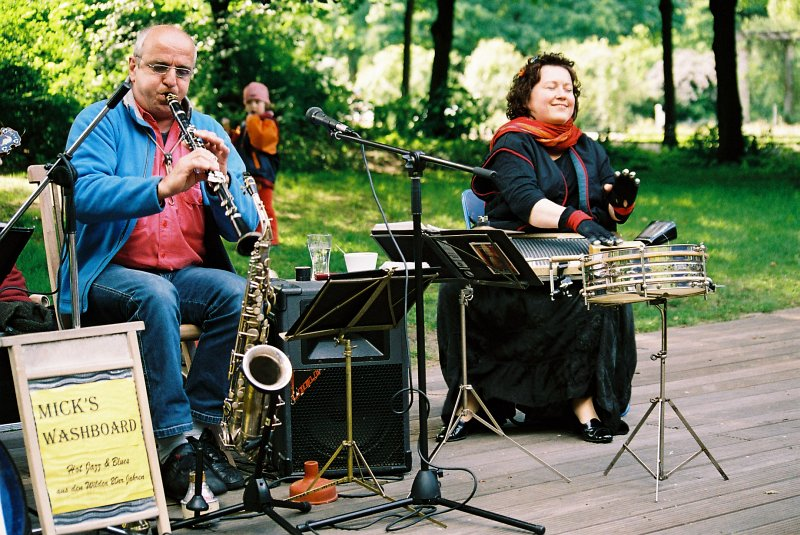
Wasbord (rechts)

In de muziek wordt het wasbord als ritmisch instrument gebruikt. Het bord hangt voor de borst van een persoon, die op het bord slaat of wrijft met stokjes, jazz-borstels of de hand. Bij het bespelen met de hand worden dikwijls vingerhoedjes over de vingertoppen geplaatst. Als muziekinstrument wordt het wasbord gebruikt bij bijvoorbeeld de volgende muziekstijlen: skiffle, jugband, dixieland, cajun, rock-'n-roll en rockabilly.